# 브룩 캔디
브룩 캔디(Brooke Candy, 1989년 7월 20일 ~ )는 미국의 래퍼, 싱어송라이터이다.